# 제이콥 브로노우스키

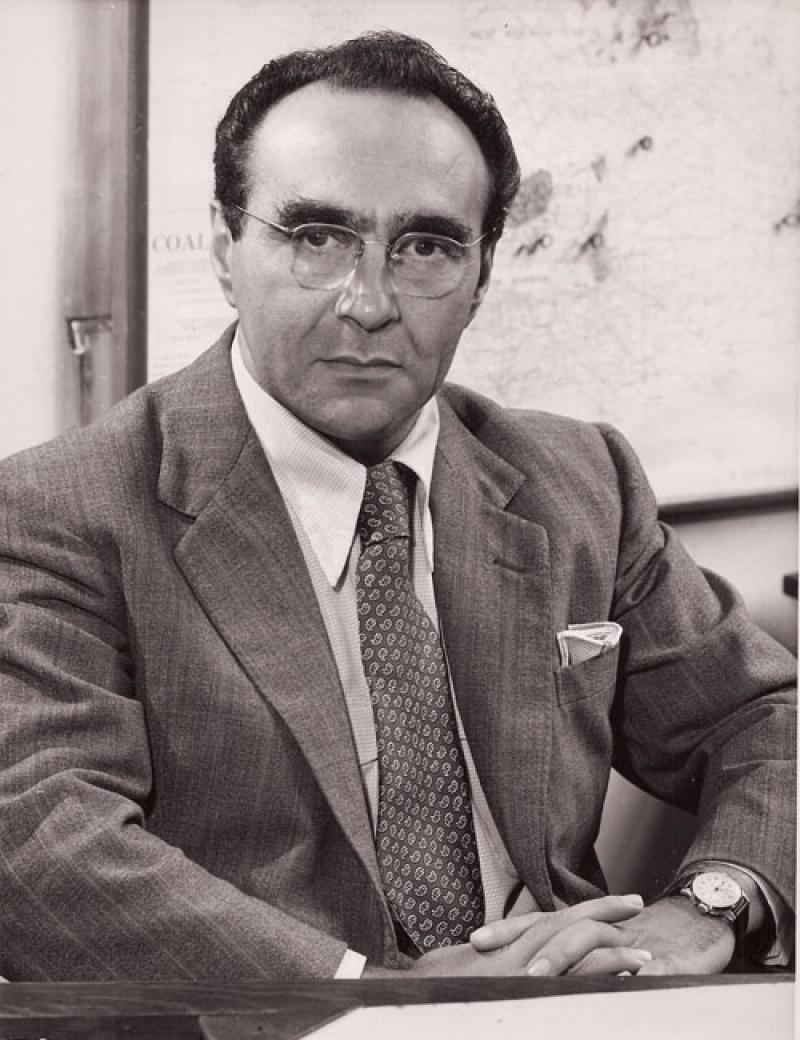

제이콥 브로노우스키(Jacob Bronowski; 1908년 1월 18일 - 1974년 8월 22일)는 폴란드-영국계의 수학자이며 역사가이다. 그는 과학에 있어서 인본주의적 접근법을 개발한 것으로 유명하다. 1973년에 제작된 BBC 다큐멘터리 시리즈 13개의 작가로 발표자로 알려졌다.

## 저서
- 인간 등정의 발자취 (The Ascent of Man)
- 인간을 묻는다
- 과학과 인간의 가치
- 서양의 지적 전통